# Kamraten
Kamraten med undertiteln "Illustrerad tidning för Sveriges ungdom" och från 1903 "illustrerad tidning för Nordens ungdom", var en svensk ungdomstidning utgiven 1893–1911. Tidningen grundades av Iduns redaktör Frithiof Hellberg, som redigerade den till och med 1902. Tidningen övergick 1903 till ett aktiebolag.
IFK-rörelsen har sitt ursprung i tidningen Kamraten.

## Redaktörer[1]
- Frithiof Hellberg och Johan Nordling (1900–1902)
- Erik Pallin (1903–1904)
- Hjalmar Kumlien (1905:1–3)
- S. T. A. Hasselqvist (1905:7–?)
- J. Paulus Palm (1905:18–1910:23/24)
- Alexis Hasselquist (1911:1–12)
- Konstantin Krantz (1911:21–22)